# Armor
Pour les articles homonymes, voir Armor (homonymie).
 (juillet 2011).
Si vous disposez d'ouvrages ou d'articles de référence ou si vous connaissez des sites web de qualité traitant du thème abordé ici, merci de compléter l'article en donnant les références utiles à sa vérifiabilité et en les liant à la section « Notes et références ».

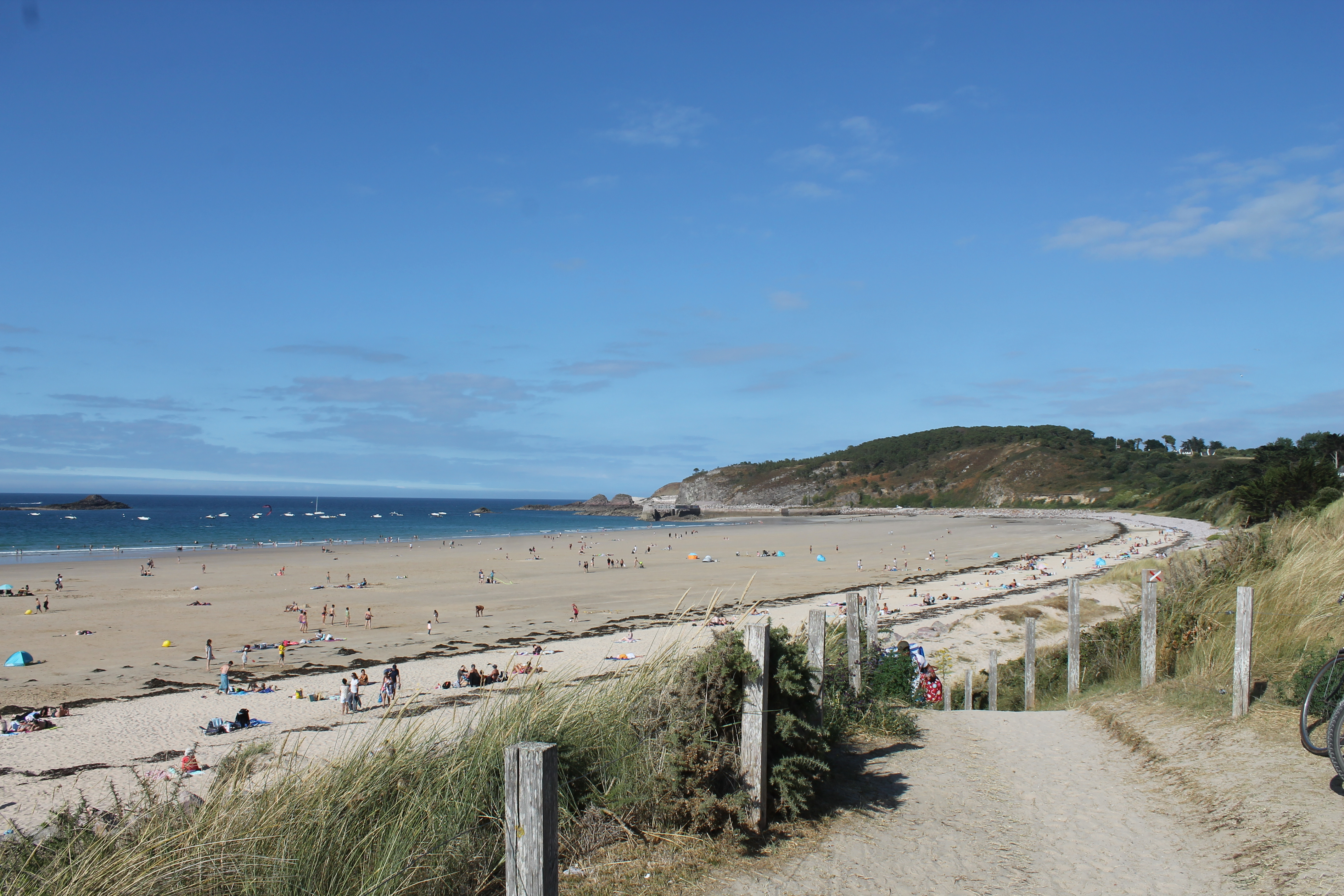
Plage de Sables-d'Or-les-Pins.

Armor désigne le littoral de la Bretagne, par opposition à l’intérieur : l’Argoat. De Cancale à Pornic, l’Armor se déroule sur 1 100 km, mais il double sa longueur si l’on inclut les nombreuses îles.

## Étymologie
Le mot « Armor » est composé du préfixe breton ar « près, sur, autour, devant, le long » et du nom commun mor « mer » ; Argoat accole le même préfixe au nom goat « bocage, fourrés, forêt, bois » pour définir le « pays de l'intérieur ». C’est une formation linguistique comparable au gaulois Aremorici « habitant près de la mer » qui a donné le nom géographique antique « Armorique » qui recouvrait non seulement la Bretagne, mais aussi la côte normande et, pour d’autres auteurs, également la côte vendéenne et la Charente-Maritime. « Armor » et « Armorique » ne sont pas issus l’un de l’autre mais témoignent de leur commune origine celtique.
Des formations linguistiques similaires sont « Primorsko » (en bulgare Pri = « sur » morsko = « mer ») ou bien « Shanghai » (en mandarin Shang = « sur » et haï = « mer »).
L’élément ar « près, sur, autour, devant, le long », proche du vieil irlandais air et du gallois er, est issu du celtique ari, are qui lui-même procède de l’adverbe indo-européen *prH(i) « devant » (cf le latin per, le grec pára, le vieux haut allemand furi, l’allemand vor) , dont le p- initial est tombé. En effet, la chute du p initial est l’une des caractéristiques du celtique par rapport à d’autres langues indo-européennes.
L’antéposition de l’adverbe breton ar entraîne régulièrement la mutation adoucissante de la voyelle initiale m- du mot mor en v-, d'où ar vor « devant la mer », aussi le composé Arvor est-il plus correct en breton moderne qu’Armor, forme non mutée. En revanche l’antéposition de l’article ar « le » n’entraîne pas cette mutation de la voyelle initiale m- du mot mor, d'où ar mor « la mer ». On trouve en Bretagne de nombreux noms de lieux signifiant « face à la mer » du type Arvor (en breton : an Arvor), notamment pour désigner la partie côtière d’un village (par opposition au gorre, sa partie intérieure), plus rarement l’Armor, qui deviennent, par agglutination de l’article défini français, Larvor ou Larmor.

## Description auXIXesiècle
Le dictionnaire de Troudé décrit ainsi l’Armor en 1843 :

« On nomme an argoad, an argoat, les parties de la Basse Bretagne où le bois de chauffage pousse ; c’est-à-dire la contrée éloignée des côtes venteuses de l’Océan. […] An argoad fait opposition à an arvor (ou armor) qui est le pays où le bois ne pousse pas. An Arvor est une zone de une à deux lieues de largeur, qui longe le bord de la mer et dans laquelle les vents et avec eux les embruns salés gênent la croissance des arbres. Dans ces contrées en effet, le bois de chauffage fait complètement défaut et, pour les besoins du ménage, les habitants font usage de plusieurs matières desséchées au soleil comme des fougères, des bouses de vache, des mottes de terre gazonnées et des goémons. »